# Фрейлехс
Фре́йлехс (от идиш פֿרײלעך‎ — «веселье») — еврейский ашкеназский свадебный (также и на бар мицве) танец. Один из самых популярных еврейских народных танцев. Исполняется как одиночным танцором, так и неограниченным количеством участников. Стиль фрейлехс, как и бо́льшая часть клезмерского репертуара, — бессарабского или молдавского происхождения. В советское время самой узнаваемой еврейской мелодией стала разновидность мелодии для фрейлехс под названием «Семь-сорок».

## Описание
В случае нескольких участников танцоры берутся за руки или кладут руки на плечи друг другу и танцуют, обычно образуя хоровод. Другие названия фрейлехса — редл («кружок»), караход («хоровод»), дрейдл («юла») и подобные названия, напоминающие о хороводе. Некоторые особо искусные танцоры могут выходить на середину круга.
Темп танца может быть быстрым или медленным. Танцуется в тактовом размере 8/8 = 3/8 + 3/8 + 2/8, то есть на ритм «раз-два-три, раз-два-три, раз-два». Этот же ритмический рисунок, касающийся движения только ног, впоследствии перешёл в модный танец середины и конца XX века твист.